# Paul Hamburger
Paul Hamburger (ur. 3 września 1920 w Wiedniu, zm. 11 kwietnia 2004 w Londynie) – pianista austriacki, pedagog.

## Życiorys
Studiował w Wiedniu oraz w Royal College of Music w Londynie. Od 1939 przebywał w Londynie na stałe. Od lat 40. brał udział w życiu artystycznym, występując na koncertach kameralnych oraz akompaniując wielu muzycznym sławom. Współpracował m.in. z zespołem Glyndebourne Opera oraz BBC. Produkował dla rozgłośni BBC recitale w Radio 3 oraz cykl Artists of the Younger Generation. Ma na koncie wiele nagrań płytowych.
Jako pedagog był związany z Guildhall School of Music and Drama w Londynie (fortepian), współpracował również z Akademią Wiedeńską; był autorem prac teoretycznych na temat twórczości Mozarta, Chopina i Brittena. Został odznaczony m.in. austriackim Krzyżem Honorowym za Naukę i Sztukę.